# Cornelia (namn)

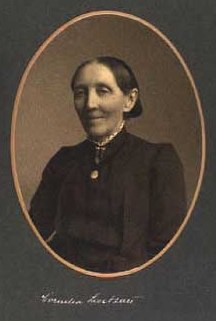
Cornelia von Levetzow

Cornelia eller Kornelia är ett latinskt kvinnonamn som härstammar från det romerska släktnamnet Cornelius. Det är bildat av ordet cornu som betyder horn.
Den 31 december 2014 fanns det totalt 9 041 kvinnor folkbokförda i Sverige med namnet Cornelia eller Kornelia, varav 5 488 bar det som tilltalsnamn.
Namnsdag: 3 december (1986-1992: 16 september, 1993-2000: 22 november)

## Personer med namnet Cornelia eller Kornelia
- Cornelia (hustru till Aemilius Paullus) (efter 49–16 f.Kr.), hustru till Aemilius Paullus
- Cornelia (vestal) – död 91 e. Kr., var en romersk vestal
- Cornelia Africana, romersk patricierkvinna, dotter till Scipio Africanus och mor till bröderna Gracchus
- Kornelia Bouman, nederländsk tennisspelare
- Cornelia Cinna, Julius Caesars första hustru
- Cornelia Dahlgren, svensk artist och låtskrivare
- Cornelia Funke, tysk författare och illustratör
- Cornelia Ghijben, nederländsk skådespelerska
- Cornelia Hütter, österrikisk alpin skidåkare
- Cornelia Jakobsdotter Samuelsson, en svensk sångerska
- Kornelia Kubińska, polsk skidåkare
- Cornelia von Levetzow, dansk författare
- Cornelia Oschkenat, tysk friidrottare
- Cornelia Pfohl, tysk bågskytt
- Cornelia Salonina, hustru till romerske kejsaren Gallienus
- Cornelia Schlosser, syster till J. W. von Goethe
- Cornelia Scheffer, nederländsk-franska skulptör
- Cornelia Sojdelius, svensk musiker
- Cornelia Sorabji, indisk jurist
- Cornelia Supera, hustru till romerske kejsaren Aemilianus
- Cornelia Toppen, nederländsk politisk aktivist
- Cornelia Ullrich, tysk friidrottare

## Fiktiva figurer med namnet Cornelia/Kornelia
- Cornelia, flickan Sune tycker om i boken Sunes sommar samt filmen med samma namn
- Blair I Gossip Girl heter Cornelia i andranamn.